# Arquidiocese de Newark
A Arquidiocese de Newark (Archidiœcesis Novarcensis) é uma circunscrição eclesiástica da Igreja Católica situada em Newark, Nova Jérsei, Estados Unidos. Seu atual arcebispo é Joseph William Tobin. Sua Sé é a Catedral Basílica do Sagrado Coração.
Possui 218 paróquias servidas por 756 padres, contando com 46,2% da população jurisdicionada batizada.

## História
A diocese de Newark foi ereta em 29 de julho de 1853, recebendo o território da arquidiocese de Nova Iorque e da diocese de Filadélfia (hoje arquidiocese). Originalmente era sufragânea de Nova Iorque.
Em 2 de agosto de 1881 e em 9 de dezembro de 1937 cede partes do seu território em vantagem da ereção respectivamente da diocese de Trenton e de Paterson.
Em 10 de dezembro de 1937 é elevada ao posto de arquidiocese metropolitana com a bula Quo utilius do Papa Pio XI.

## Prelados
| #                      | Nome                                      | Período    | Notas                                         |
| Arcebispos             | Arcebispos                                | Arcebispos | Arcebispos                                    |
| ---------------------- | ----------------------------------------- | ---------- | --------------------------------------------- |
| 6º                     | Joseph William Cardeal Tobin, C.Ss.R.     | 2016-atual |                                               |
| 5º                     | John Joseph Myers                         | 2001-2016  |                                               |
| 4º                     | Theodore Edgar McCarrick                  | 1986-2000  | Nomeado Arcebispo de Washington               |
| 3º                     | Peter Leo Gerety †                        | 1974-1986  |                                               |
| 2º                     | Thomas Aloysius Boland †                  | 1952-1974  |                                               |
| 1º                     | Thomas Joseph Walsh †                     | 1937-1952  |                                               |
| Arcebispos-coadjutores |                                           |            |                                               |
|                        | Bernard Anthony Hebda                     | 2013-2014  | Nomeado Arcebispo de Saint Paul e Minneapolis |
| Bispo-auxiliar         |                                           |            |                                               |
|                        | Pedro Bismarck Chau                       | 2025-atual |                                               |
|                        | Elias R. Lorenzo, O.S.B.                  | 2020-atual |                                               |
|                        | Michael Arsenio Saporito                  | 2020-atual |                                               |
|                        | Gregory J. Studerus                       | 2020-2025  |                                               |
|                        | Manuel Aurélio Cruz                       | 2008-atual |                                               |
|                        | Gaetano Aldo (Thomas) Donato              | 2004-2015  |                                               |
|                        | John Walter Flesey                        | 2004-2017  |                                               |
|                        | Edgar Moreira da Cunha, SDV               | 2003-2014  | Nomeado Bispo de Fall River                   |
|                        | Arthur Joseph Serratelli                  | 2000-2004  | Nomeado Bispo de Paterson                     |
|                        | Paul Gregory Bootkoski                    | 1997-2002  | Nomeado Bispo de Metuchen                     |
|                        | Nicholas Anthony DiMarzio                 | 1996-1999  | Nomeado Bispo de Camden                       |
|                        | Charles James McDonnell                   | 1994-2004  |                                               |
|                        | Michael Angelo Saltarelli                 | 1990-1995  | Nomeado Bispo de Wilmington                   |
|                        | James Thomas McHugh                       | 1987-1989  | Nomeado Bispo de Camden                       |
|                        | John Mortimer Fourette Smith              | 1987-1991  | Nomeado Bispo de Pensacola-Tallahassee        |
|                        | David Arias Pérez, O.A.R.                 | 1983-2004  |                                               |
|                        | Dominic Anthony Marconi                   | 1976-2002  |                                               |
|                        | Joseph Abel Francis, S.V.D.               | 1976-1995  |                                               |
|                        | Robert Francis Garner                     | 1976-1995  |                                               |
|                        | Jerome Arthur (Gerolamo) Pechillo, T.O.R. | 1976-1991  |                                               |
|                        | John Joseph Dougherty                     | 1962-1982  |                                               |
|                        | Joseph Arthur Costello                    | 1962-1978  |                                               |
|                        | Martin Walter Stanton                     | 1957-1972  |                                               |
|                        | Walter William Curtis                     | 1957-1961  | Nomeado Bispo de Bridgeport                   |
|                        | Justin Joseph McCarthy                    | 1954-1957  | Nomeado Bispo de Camden                       |
|                        | James Aloysius McNulty                    | 1947-1953  | Nomeado Bispo de Paterson                     |
|                        | Thomas Aloysius Boland                    | 1940-1947  | Nomeado Bispo de Paterson                     |
|                        | William Aloysius Griffin                  | 1938-1940  | Nomeado Bispo de Trenton                      |
|                        | Thomas Henry McLaughlin                   | 1935-1937  | Nomeado Bispo de Paterson                     |
| Bispos                 |                                           |            |                                               |
| 5º                     | Thomas Joseph Walsh †                     | 1928-1937  |                                               |
| 4º                     | John Joseph O'Connor †                    | 1901-1927  |                                               |
| 3º                     | Winand Michael Wigger †                   | 1881-1901  |                                               |
| 2º                     | Michael Augustine Corrigan †              | 1873-1880  | Nomeado Arcebispo-coadjutor de Nova Iorque    |
| 1º                     | James Roosevelt Bayley †                  | 1853-1872  | Nomeado Arcebispo de Baltimore                |